# Rue Jean-Pierre-Timbaud (Issy-les-Moulineaux)
La rue Jean-Pierre-Timbaud est une voie de communication du centre d'Issy-les-Moulineaux, en France.

## Situation et accès
Orientée nord-sud, en partant de la place de la Résistance, la rue Jean-Pierre-Timbaud marque le départ de la rue Marcel-Miquel et celui de la rue de Meudon, puis croise la rue du Viaduc avant de se terminer à l'avenue de Verdun, dans l'alignement approximatif de la rue de Paris à Meudon, ancien chemin qui mène vers le centre de cette ville.
Cette rue est accessible par la ligne 2 du tramway d'Île-de-France.

## Origine du nom
Son nom actuel lui a été attribué en 1945, en hommage à Jean-Pierre Timbaud, fusillé en 1941.

## Historique
Cette rue a été percée en 1862.

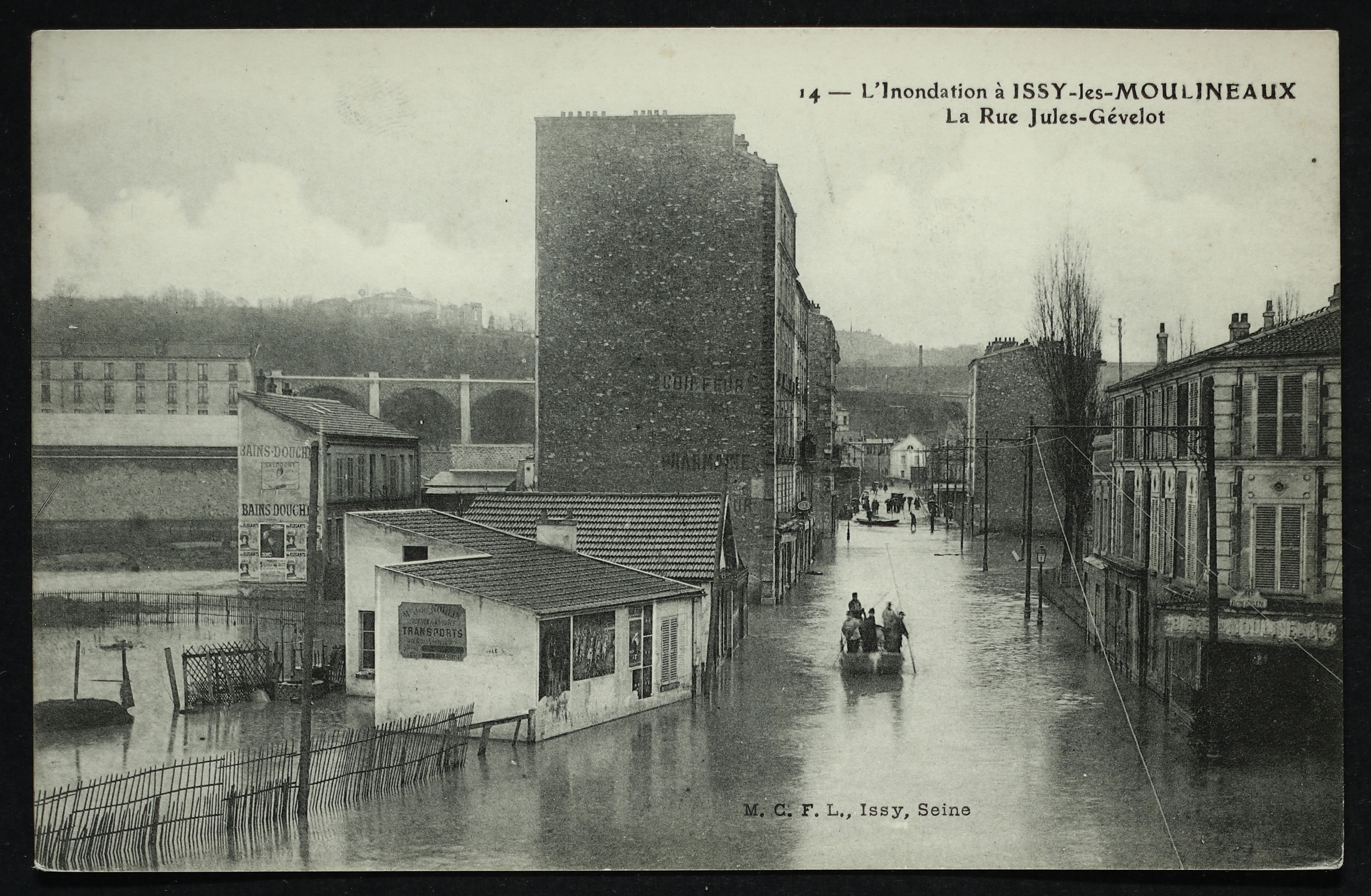
La rue Jules-Gévelot pendant la crue de la Seine de 1910.

Elle a d'abord été appelée « Chemin de Billancourt » jusqu'en 1877 où une décision du Conseil municipal la qualifie de rue, puis une autre décision en 1905, la renomme « rue Jules-Gévelot », du nom de Jules-Félix Gévelot, industriel et homme politique français, fabricant de cartouches .
Elle a lourdement souffert des inondations de 1910, de par sa situation en contrebas du coteau de la Seine.

## Bâtiments remarquables et lieux de mémoire
- À cet endroit se trouvaient une partie des usines de la cartoucherie Gévelot[3].
- Plusieurs bâtiments datant du passé industriel du quartier sont inscrits au patrimoine[4],[5].
- Dans les années 1920, le besoin en main-d'œuvre, attirée par les usines Renault et Citroën, entraîna la création d'une petite communauté chinoise, fortement sympathisante du Kuomintang, installée dans les environs[6]. Une partie de cette communauté logeait dans un hôtel au numéro 40 de la rue[7].